# Ink (cómic)
Ink o Tinta en español (Eric Gitter) es un personaje ficticio, un superhéroe que aparece en los cómics estadounidenses publicados por Marvel Comics. Como miembro de los Jóvenes X-Men, se lo representa como un humano sin superpoderes que ganó superpoderes después de ser tatuado por un mutante, y cada uno de sus tatuajes le otorga un poder diferente.
Ink apareció en la película X-Men: días del futuro pasado (2014), interpretado por Gregg Lowe.

## Historial de publicaciones
Creado por el guionista Marc Guggenheim y el dibujante Yanick Paquette, apareció por primera vez en Jóvenes X-Men #1.

## Biografía ficticia del personaje

### Divididos venceremos
Ink es uno de los miembros fundadores del equipo de los Jóvenes X-Men. Era un adolescente gritón y grosero con un pasado criminal. Aparece por primera vez cuando dos agentes de la policía tratan de detenerlo en un salón de tatuajes. Él se defiende utilizando su habilidad recién adquirida mediante la cual otros caían gravemente enfermos al tocar un nuevo tatuaje en su mano con el símbolo de riesgo biológico, pero será detenido de todos modos.
Mientras espera en el calabozo, un guardia de la prisión lo libera, revelándose como Cíclope, líder de los X-Men. En poco tiempo, Eric es reclutado por este para el equipo Junior X-Men. Los adolescentes se reúnen en la Cueva Peligro, un centro de formación donde se entrenan para su primera misión: asesinar a los miembros originales de los Nuevos Mutantes que se han vuelto peligrosos.
Cíclope envía a Eric y a su compañera, Vendas, para atacar a Danielle Moonstar y después de que esta quede inconsciente, él traiciona a su compañera y la golpea. Entrega a las dos mujeres a Donald Pierce, quien se refiere a él como un mercenario. Entonces adquirirá tatuajes adicionales, concediéndole más habilidades como vuelo y telepatía.
Más adelante se revela que Pierce se había disfrazado de Cíclope y su objetivo era manipular a los Jóvenes X-Men para matar a los anteriores Nuevos Mutantes. Al enterarse de esto, Ink parece sufrir una crisis de conciencia y conduce a su equipo y a los Nuevos Mutantes al escondite de Pierce. Lo derrotarán, pero no antes de que Cachorro muera, dejando a Eric haciendo frente a sus propios sentimientos de culpa por su participación.

### Destino Manifiesto
Más tarde, se revela que Ink es en realidad un ser humano normal y que su tatuador, León Núñez, es un mutante. Presumiblemente, los tatuajes que le dibujó le dieron sus poderes pues Eric le explicó las funciones deseadas de cada tatuaje antes de que se los hiciera Núñez. Emma Frost hará un análisis de él a petición de Dani Moonstar que confirmará que era un humano y Pierce conocía esto antes de que lo reclutara. Ink descubrirá esto y abandonará el equipo, al sentirse no bienvenido por su implicación con el criminal.
Al recorrer San Francisco borracho, es atacado por el Club Fuego Infernal, una banda que odia a los mutantes. Los derrota fácilmente diciéndoles que él no es un mutante y que han malgastado su tiempo. Entonces una chica llamada Cifra aparece y le dice que él es todavía un hombre X y que sus amigos están siendo atacados por los Y-Men, un grupo de pandilleros que han obtenido sus poderes de manera similar a él gracias al mismo tatuador. Juntos van a por Núñez y le obligan a darle dos nuevos tatuajes, un símbolo del caduceo en su palma izquierda y el símbolo de la Fuerza Fénix sobre el ojo, al igual que Jean Grey y Rachel Summers. Luego van a salvar a los Jóvenes X-Men de los Y-Men. Eric salva y cura a Dani Moonstar con el tatuaje del caduceo y derrota a los Y-Men con sus poderes Fénix. Explicará que él creía que la Fuerza Fénix era omnipotente, otorgándole así la capacidad de eliminar los poderes tatuados a los Y-Men.
Se decidió después que Eric se quedara y entrenara con los X-Men aunque Cíclope no quería alrededor a alguien con los poderes desconocidos del Fénix. Moonstar y Fuego Solar explican que al realizar los tatuajes con fluidos de Núñez y que al añadir la Fuerza Fénix este fue demasiado lejos, quedando comatoso. En este estado, él apenas está suficientemente consciente para mantener los poderes de Eric, aunque si alguna vez despierta, Ink volverá a ser una persona tatuada normal. Graymalkin más tarde le ofrece su amistad, recalcando que él también entiende lo que se siente al ser diferente y estar condenado al ostracismo.
Cuando Arena comienza a morir a causa de una patología oculta de salud, Ink intenta curarla con su tatuaje caduceo, pero fracasa. Su muerte le dolerá, haciendo que los otros se den cuenta de que ahora se preocupa por el equipo. Más tarde hablará durante el funeral islámico, afirmando que ella era la última persona que merecía la muerte mientras que el sí. Sabiendo que su tatuaje del Fénix no ha sido probado, lo utiliza para resucitarla. Tendrá éxito, pero el quedará en estado de coma, Bestia afirmará que su mente tiene actividad, pero está bloqueada "como si estuviera sobrecargada." También dice que su estado actual se debe al hecho de que su tatuaje sólo podía aproximarse a las facultades del Fénix y que él nunca realmente podría tener las verdaderas energías asociadas con la Fuerza Fénix, con lo que sus acciones creaban una tensión increíble. Sus acciones podían tener consecuencias en el futuro, con los dos últimos números de Jóvenes X-Men presentando un futuro distópico con una malvada y poderosa Arena tratando de matar a todos los mutantes y a Eric en particular, para "matar a su alma" por haberla resucitado.
Él aparece tras una no explicada plena recuperación en plenos disturbios en San Francisco, así como más tarde en la lucha contra los Vengadores Oscuros, junto con otros X-Men en la historia de Vengadores Oscuros/Uncanny X-Men: Utopía.

## Poderes y habilidades
Ink no tiene poderes propios. En cambio, él tenía acceso a un artista del tatuaje mutante, León Núñez, con el poder de otorgar superpoderes a otras personas tatuando "símbolos de poder" icónicos en ellos y que evocan el poder que quiere otorgar. La desventaja de esto es que le quita un poco de voluntad a Núñez cada vez que lo hace. Núñez hizo creer a Eric que los poderes eran suyos, engañándolo a propósito para que creyera que era un mutante. Desde que le hizo su último tatuaje, el omnipotente símbolo de la Fuerza Fénix alrededor de su ojo, León Núñez ha entrado en un estado catatónico. Si despertara, se cree que el poder de Ink desaparecería, convirtiédole en un chico normal.
Hasta el momento, tiene los siguientes tatuajes y poderes:
- El tatuaje en la palma de la mano derecha con el dibujo de un símbolo de riesgo biológico le da el poder para hacer que alguien caiga muy enfermo.

- El símbolo del caduceo en la mano le permite curar a otros.

- El tatuaje en su mano izquierda le da súper fuerza. Las líneas de aspecto similar a las bandas metálicas de Coloso cuando se transforma, indica un endurecimiento de su piel también.

- El símbolo "explosivo" tatuado en su bíceps derecho le permite explotar objetos y una vez incluso le ayudó a atravesar una pared.

- Los dos tatuajes con forma de rayo en su cabeza le dan la capacidad de leer la mente, pero pueden ser bloqueados por escudos psíquicos; fueron copiados de un dibujo de un cómic sobre habilidades psíquicas (en realidad una imagen antigua de una publicación de Marvel Comics del Profesor X).

- Los tatuajes de alas en su espalda le otorgan vuelo.

- El símbolo de la Fuerza Fénix sobre su ojo le permite usar un facsímil de los poderes del Fénix. Este fue el tatuaje que hizo a Leon entrar en un estado de coma después de añadirlo en el cuerpo de Eric.

## Otras versiones

### Jóvenes X-Men: El fin de los días
En un futuro distópico representado en los dos últimos números de "Jóvenes X-Men", un envejecido Ink, usando silla de ruedas, excesivamente tatuado y aparentemente en muerte cerebral está viviendo en "Xaviera," un antiguo Estado independiente para refugio de los mutantes y con las versiones adultas de Anole y Graymalkin y unos ancianos Emma Frost (ahora llamándose a sí misma "Corazón de Diamante") y Lobezno, los únicos cuatro mutantes que quedan. Emma espera constantemente a que despierte y hable, aunque Logan afirma que nunca lo hará. Arena aparece de repente, ahora ha cambiado mucho en su apariencia y personalidad con poderes alterados. Rápidamente se enfrenta y mata a los demás y encuentra a Eric. Es entonces cuando esta habla al notar su presencia. Discuten sobre el resentimiento de Sooraya hacia los mutantes y cómo este "mató" y "corrompió" su alma al revivirla. Él afirma que estaba tratando de hacer lo contrario y le pregunta a ella si reconoce la gravedad de sus actos. Entendiendo que no lo hace, le dice que acabe de una vez y ella lo mata, afirmando que lo siente y que sabe que su corazón está en el lado correcto.

## En otros medios

### Cine
- Ink aparece en X-Men: Días del futuro pasado interpretado por Gregg Lowe.[7] Al comienzo de la película, una versión anterior de Ink apareció brevemente como prisionero en un campo de internamiento de mutantes en el año 2023 por los robots Centinelas que matan mutantes. En 1973, un Ink más joven se muestra como un GI mutante estadounidense durante la Guerra de Vietnam, junto con Alex Summers, Sapo y otros mutantes, quien casi es detenido por Bolivar Trask como parte de sus esfuerzos anti-mutantes antes de ser rescatados por Mystique. Más tarde se lo muestra en un restaurante mientras ve la transmisión de Magneto.